# Naoko Yamazaki
Naoko Yamazaki (jap. 山崎 直子, Yamazaki Naoko; * 27. Dezember 1970 in Matsudo, Japan) ist eine ehemalige japanische Astronautin. Sie wurde als Naoko Sumino (角野 直子, Sumino Naoko) geboren.

## Ausbildung
Von 1975 bis 1979 lebte sie mit ihren Eltern in Sapporo. Vom Jahre 1986 an wollte sie Astronautin werden, da zu diesem Zeitpunkt die Challenger bei einem Unglück zerstört worden war und sie von der Geschichte der US-amerikanischen Astronautin Christa McAuliffe gehört hatte.
Yamazaki studierte an der Universität von Tokio Luft- und Raumfahrttechnik, schloss 1993 mit einem Bachelor und 1996 mit einem Master ihr Studium dort ab.

## JAXA
1999 wurde sie mit zwei weiteren Kandidaten ausgewählt, als japanische Astronautin die ISS zu besuchen. Sie ist nach Chiaki Mukai die zweite japanische Frau, die ausgewählt wurde. Sie ist als Spezialistin für Zentrifugentechnik ausgebildet worden. Von Mai 2004 erhielt sie im Johnson Space Center eine Ausbildung für das Space Shuttle und die ISS, so dass sie als Missionsspezialistin eingesetzt werden kann.
Am 5. Dezember 2008 wurde Yamazaki als Missionsspezialistin für die Mission STS-131 zur Raumstation ISS benannt. 
Der Start der Raumfähre Discovery erfolgte am 5. April 2010, die Landung am 20. April 2010. Naoko Yamazaki war damit die zweite Frau Japans, die eine Reise ins Weltall unternahm. An Bord war es ihre Aufgabe, den Roboterarm des Space Shuttles zu bedienen.

## Nach dem Raumflug
Ab Dezember 2010 war Yamazaki von der JAXA beurlaubt und arbeitete als Teilzeit-Wissenschaftlerin an der Universität Tokio. Zum 31. August 2011 verließ sie die JAXA vollständig.

## Privat
Yamazaki ist seit 1999 verheiratet und hat eine Tochter. Ihre Hobbys sind japanische Kalligraphie, Tauchen, Jazzdance, Fliegen, Skifahren und Tennis.